# Inti bicallosa
Inti bicallosa är en orkidéart som först beskrevs av Heinrich Gustav Reichenbach, och fick sitt nu gällande namn av Mario Alberto Blanco. Inti bicallosa ingår i släktet Inti och familjen orkidéer. Inga underarter finns listade i Catalogue of Life.